# Пицца на сковороде
 Пи́цца на сковороде́  (англ. pan pizza) — пицца, выпекаемая в глубокой сковороде или противне. Особенно популярна в Соединённых Штатах Америки. Итальянский томатный пирог, сицилийская пицца, пицца по-чикагски и пицца по-детройтски могут считаться формами пиццы на сковороде. Пан-пицца также относится к толстому стилю пиццы, популяризированному Pizza Hut в 1960-х годах. Низ и бока корочки в такой пицце поджариваются в масле, использующегося для смазывания сковороды, после чего эти части пиццы становятся хрустящими.
Пан-пиццу ещё называют пиццей в глубоком противне (англ. deep-dish pizza, а также skillet pizza)

## История
Дэн и Фрэнк Карни открыли пиццерию в Уичито, штат Канзас, которая позже стала Pizza Hut. Сначала братья сосредоточились на пицце на тонком тесте, в которую входили сыр, пепперони и/или колбаса. В 1959 году пиццерия перешла к Pizza Hut и добавила пиццу на сковороде с более толстым тестом.
Позже другие компании по производству пиццы также включили пиццу на сковороде в свои меню. В 1989 году Domino's Pizza представила пиццу в глубоком противне или пиццу на сковороде. Внедрение последовало за исследованием рынка, которое показало, что 40 % покупателей пиццы предпочитают толстые корочки. Запуск нового продукта обошелся примерно в 25 миллионов долларов, из которых 15 миллионов долларов было потрачено на новые лотки из листового металла с перфорированным дном.

## Приготовление
Тесто готовится из муки, воды, сухих дрожжей или разрыхлителя, и растительного масла. Также домашние рецепты могут использовать для приготовления теста молоко, кефир, сметану и майонез (в этом случае оно будет более жидкое). Соус обычно томатный. Начинки используются традиционные для пиццы: колбаса, мясо, сыр, оливки, грибы. Корж для пиццы сначала можно приготовить на сковороде до полу-готовности, и затем на подсушенную сторону выложить начинку, после чего снова запечь; либо сразу в сковороде распределить тесто и сверху соус и ингредиенты пиццы, и выпекать.
Сковорода нужна с толстым дном, подойдёт чугунная, чтобы тесто для пиццы не подгорало. Пицца готовится в сковороде в духовом шкафу, или в сковороде с крышкой на конфорке.
Пиццу на сковороде часто называют ленивой пиццей, из-за более простого способа её приготовления.

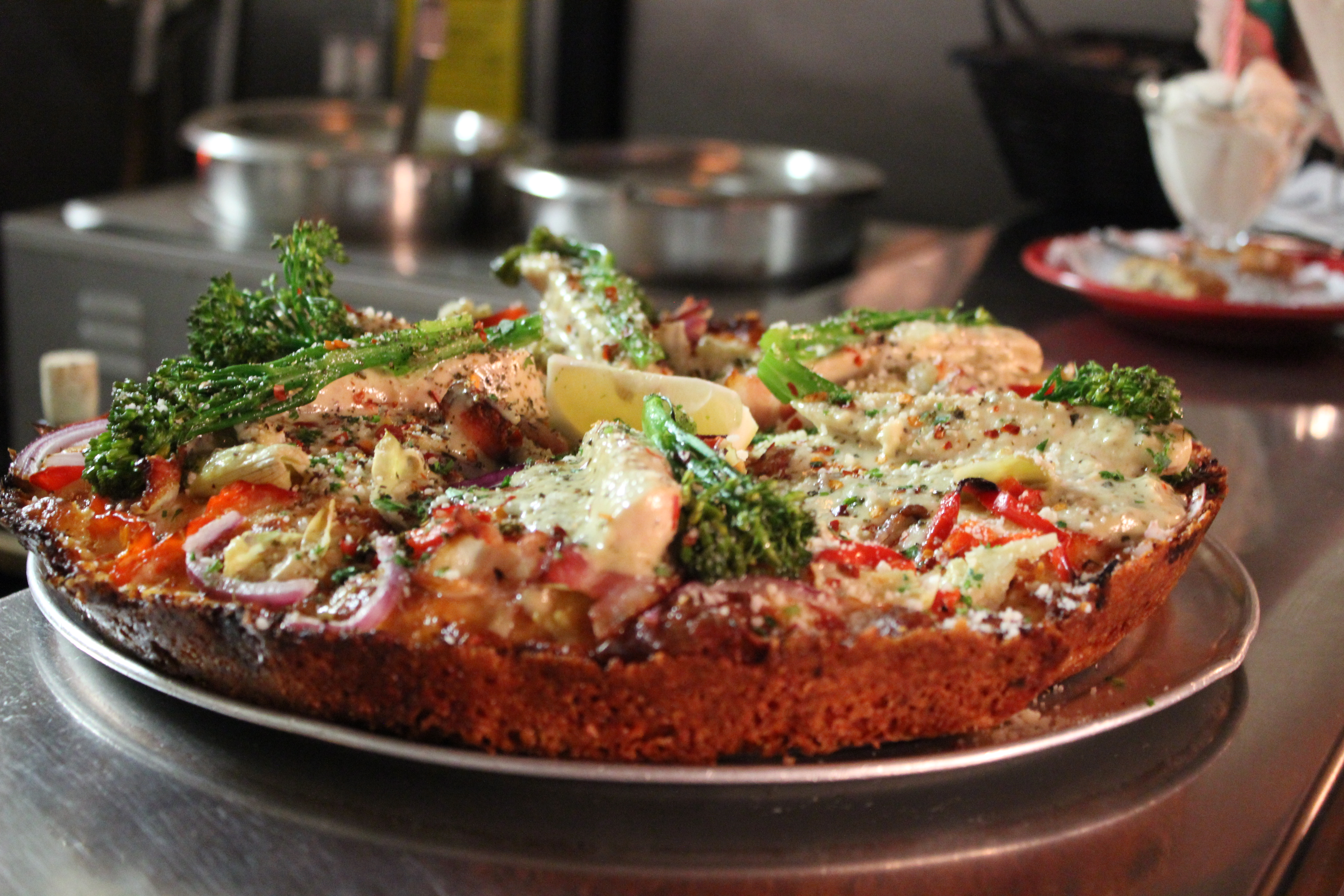
Пицца чемпиона мира по приготовлению пиццы Тони Джеминьяни из Tony's Pizza Napoletana
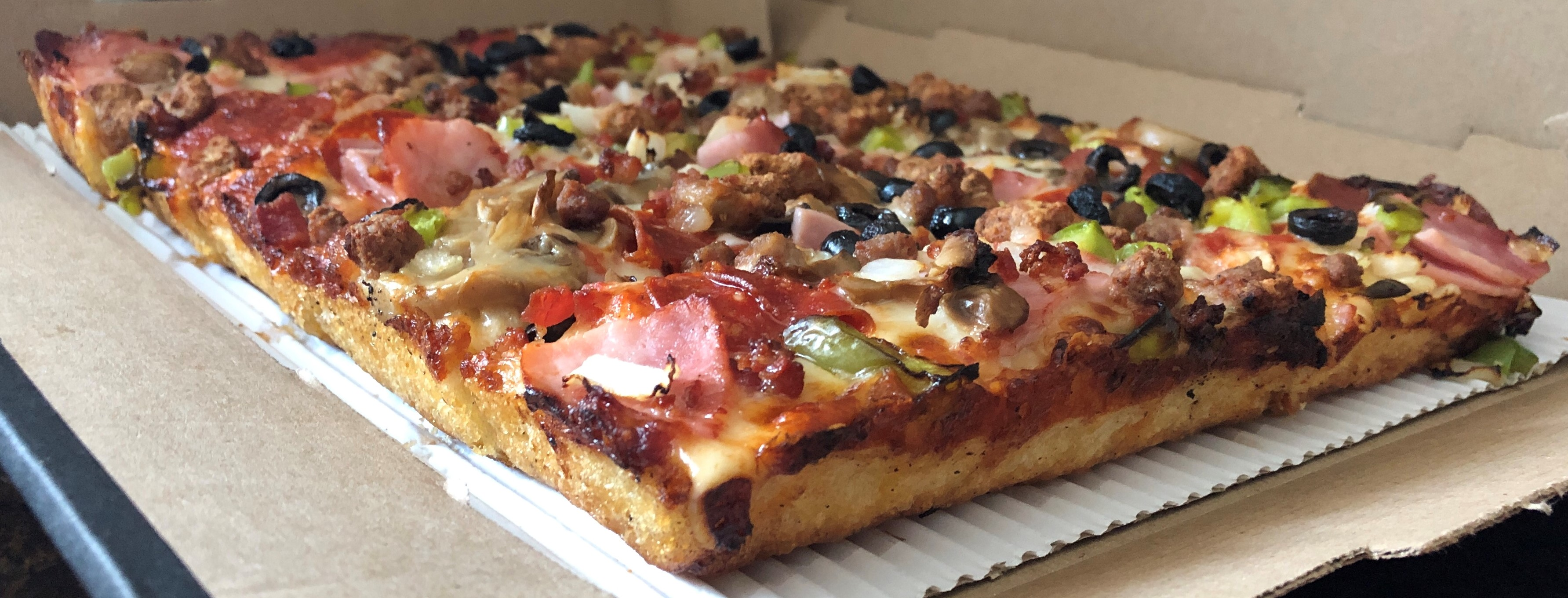
Пицца по-детройтски
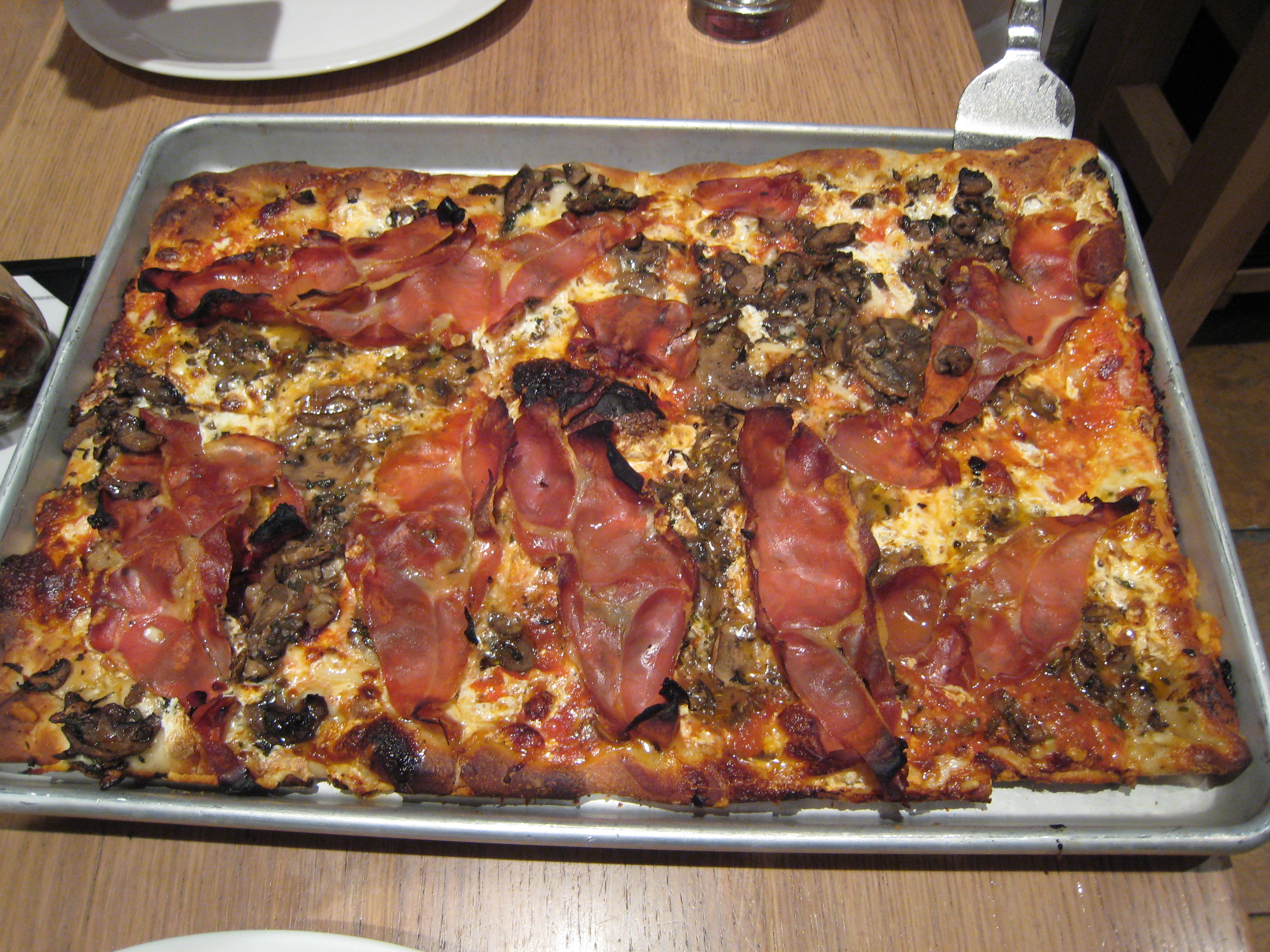
Сицилийская пицца